# Hrvatska čitaonica u Pazinu
Hrvatska čitaonica je kulturna ustanova u Pazinu. Osnovana je 29. kolovoza 1897. godine. Bila je stjecište kulturnog i javnog života Pazina i Pazinštine. Tijekom postojanja bila je na više lokacija u gradu. 
Od 1905. je godine djelovala u zgradi bivšeg Narodnog doma. 14. studenoga 1997. na toj su zgradi Narodno sveučilište i Matica hrvatska Pazin postavili spomen-ploču.
Čitaonica je osnovana po uzoru na čitaonice u ostatku Hrvatske, kao što je tad po Istri osnovano mnogo čitaonica. Bila je sastajalište inteligencije i maloga građanstva. Imala je ulogu društvenog organiziranja i javnoga djelovanja Hrvata u Istri. Pored prosvjetne uloge, jer se time širila kultura čitanja i pismenost, bila je izrazito nacionalno-političkog obilježja jer se preko nje dogovaralo djelovanje a radi postizanja ravnopravnosti s Talijanima.
Na čelu Hrvatske čitaonice bio je dr Šime Kurelić. U početku je djelovala u središtu Pazina u vrlo uskim prostorima. Izgradnjom Narodnog doma 1906. godine otvaraju se bolji uvjeti. Narodni dom u Pazinu smjestio je kod sebe Hrvatsku čitaonicu. Iskoro je zaslugom pazinskih čitaoničara te uz potporu Hrvatsko-slovenskog ferijalnog društva “Istra” dobio i knjižnicu. Pučka knjižnica je radi prosvjećivanja širih slojeva stanovništva otvorena 7. veljače 1909. godine.
Tajnik Hrvatske čitaonice bio je Zvonimir Doroghy.
Uz početak rada Hrvatske čitaonice može se povezati početak rada Gradske knjižnice i čitaonice Pazin. Hrvatska je čitaonica prekinula s radom raspadom Austro-Ugarske Monarhije 1918. godine. Talijanska okupacija, fašizam i dekroatizacija umrtvili su rad svih hrvatskih ustanova. Ustanova oživljava radom oslobođenjem od Italije. Od 1945. pa sve do današnjih dana Gradska knjižnica i čitaonica u Pazinu djeluju u sastavu Narodnog sveučilišta odnosno Pučkog otvorenog učilišta u Pazinu.

## Više informacija
- povijest Istre
- hrvatski narodni preporod u Istri
- čitaonički pokret